# Mythodrama
Beim Mythodrama handelt es sich um ein Gruppentherapieverfahren, das vom Schweizer Psychologen Allan Guggenbühl entwickelt wurde. Es basiert auf dem Psychodrama Jacob Levy Morenos und der analytischen Psychologie Carl Gustav Jungs. Im Mythodrama wird die Idee umgesetzt, dass das Verhalten des Menschen auch von kollektiven Prozessen gesteuert wird und nicht nur das Resultat seiner persönlichen Biographie, seines Willens oder Ausdruck seiner Persönlichkeit ist.
Das Mythodrama wird in der Schweiz und in Schweden bei Interventionen in Schulklassen, in der Erwachsenenbildung und in Gruppentherapien für Kinder und Jugendliche eingesetzt.
Seit 2008 wird das Mythodrama auch in Georgien bei der Behandlung kriegstraumatisierter Kinder verwendet.
In England wird das Mythodrama von Richard Olivier als Methode der Organisationsentwicklung und in Führungsseminaren angewandt. Seinem Ansatz steht die Wahl und Inszenierung von selbstgewählten Rollen aus einem Drama von William Shakespeare im Vordergrund.